# Лазар Жьянессі
Лазар Жьянессі (фр. Lazare Gianessi, 9 листопада 1925, Аніш — 11 серпня 2009, Конкарно) — французький футболіст, що грав на позиції захисника, зокрема, за клуби «Ланс» та «Монако», а також національну збірну Франції.

## Клубна кар'єра
Народився 9 листопада 1925 року в місті Аніш. Вихованець футбольної школи клубу «Авіон».
У дорослому футболі дебютував 1943 року виступами за команду «Ланс», в якій провів два сезони.
Згодом з 1946 по 1952 рік грав у складі команд «Олімпік Сен-Квентін» та «Рубе-Туркуен».
Своєю грою за останню команду привернув увагу представників тренерського штабу клубу «Монако», до складу якого приєднався 1952 року. Відіграв за команду з Монако наступні два сезони своєї ігрової кар'єри.
1958 року повернувся до клубу «Ланс». Цього разу провів у складі його команди один сезон.
Завершив професійну ігрову кар'єру у клубі «Рубе-Туркуен», у складі якого вже виступав раніше. Прийшов до команди 1959 року, захищав її кольори до припинення виступів на професійному рівні у 1960.

## Виступи за збірну
1952 року дебютував в офіційних матчах у складі національної збірної Франції. Протягом кар'єри у національній команді провів у її формі 14 матчів.
У складі збірної був учасником футбольного турніру на Олімпійських іграх 1948 року у Лондоні.
У складі збірної був учасником чемпіонату світу 1954 року у Швейцарії, де зіграв з Югославією (0-1) і Мексикою (3-2).
Помер 11 серпня 2009 року на 84-му році життя у місті Конкарно.